# قضية مخيلة
المخيلات عند المنطقيين هي القضايا التي يخيل بها فتتأثر النفس قبطا أو بسطا فتنفر أو ترغب، سواء كانت مسلمة أو غير مسلمة، صادقة أو كاذبة